# Seigi no mikata
Seigi no mikata (正義の味方?) è in origine un manga shōjo scritto da Hijiri Chiaki e pubblicato a partire dal 2004, da cui è stato successivamente tratto un dorama estivo in 10 puntate di Nihon Television andato in onda nel 2008.
La storia narra le vicende di una ragazza di 15 anni di nome Yoko, vittima vessata dalla sorella maggiore Makiko; le persone estranee vengono tratte in inganno dalle notevolissime capacità di mentire di Makiko e non si rendono conto di come effettivamente sia la situazione.

## Trama
Yoko, una mite e buona quindicenne, viene costantemente tormentata dall'egocentrica e diabolica sorella maggiore Makiko, che ha un impiego presso gli uffici del governo, dopo aver conseguito la laurea in una famosa università. Ma nonostante la sua natura psicologicamente perversa, le sue azioni maligne tendono e finiscono sempre per rendere in un certo qual modo le cose migliori per coloro che la circondano.
Questi fatti fortunosamente positivi nei risultati fanno sì che le persone che hanno a che fare con Makiko arrivino a considerarla una "bravissima e buona persona" e lodandola per questo. Ora, a causa dell'atteggiamento malefico nei suoi confronti, la giovane Yoko anela a staccarsi e liberarsi dalle grinfie della sorella; troverà amicizia e confidenza nella persona del compagno Riku.
Makiko alla fine rivela la sua vera natura al marito, Naoki, che sceglierà per questo di divorziare da lei; ma la donna rivela di essere incinta. Come si potranno sciogliere gli innumerevoli nodi malsani venutisi a creare all'interno dell'ambito familiare?

## Star ospiti
- Toshihiko Watanabe - allenatore di tennis (ep1-2,9)
- Eri Fuse - Nogami Koichiro's wife (ep2)
- Koriki Choshu (長州小力) - himself (ep3)
- Yuki Watanabe (渡辺裕樹) - senpai di Naoki (ep4)
- Issei Takubo - Naoki's boss (ep6)
- Ryohei Abe poliziotto, ramen shop owner (ep6,9)
- Tomoko Hisamoto - the dog owner (ep7)
- Yusei Tajima - Yoshikawa Hiroshi (ep7,10)
- Kazuko Yoshiyuki - Kurumizawa Mieko (ep8)
- Jun Ogura (小倉淳) - himself (ep10)

## Episodi
1. Piquant Comedic Masterpiece of Intense Older Sister & Boo-Hoo-Hoo Younger Sister
2. When My Older Sister Falls in Love, Everyday is a Nightmare
3. My Wicked Older Sister is Fond of Seasonal Articles
4. Operation Proposal
5. Operation Marriage Send-Off
6. Chicken Heart Sisters
7. Only Demons on the Other Side of the World!!
8. Devil Wearing a Mourning Dress
9. The Steamed Soft-Shelled Turtle Sisters
10. Divine Punishment to Wickedness! The Demon Becomes Stronger?